# 3900 Knežević
3900 Knežević là một tiểu hành tinh vành đai chính với chu kỳ quỹ đạo là 1333.5870606 ngày (3.65 năm).
Nó được phát hiện ngày 14 tháng 9 năm 1985.